# На колінах перед тобою (фільм, 1964)
«На колінах перед тобою» (італ. In ginocchio da te) — італійський сентиментальний музичний фільм 1964 року режисера Етторе Марія Фіццаротті натхненний однойменною піснею Джанні Моранді, який також грає головного героя. Під час фільму Моранді співає кілька своїх пісень. Саме під час зйомок фільму між Моранді та Ефрікян (яка грала його кохану) зародилося справжнє кохання і вони одружилися через два роки.

## Сюжет
Джанні Траймонті (Джанні Моранді) — молодий хлопець із села в провінції Болонья, який любить співати, виїжджає до Неаполя на військову службу, де закохується в Карлу (Лаура Ефрікян), дочку свого командира. Карла працює разом зі своєю матір'ю в кравецькій майстерні, куди командир посилає солдатів поправляти військову форму. Кохання взаємне, однак батьки Карли хочуть мати багатого та забезпеченого нареченого для своєї особливої доньки.

## Ролі виконують
- Джанні Моранді — Джанні Траймонті
- Лаура Ефрікян[it] — Карла Тодіско
- Ніно Таранто[it] — маршал Антоніо Тодіско
- Енріко В'ярізіо[it] — полковник Енцо
- Маргарет Лі[en] — Беатріче Ді Бассано
- Долорес Палумбо — Сантіна де Мікелі-Тодіско
- Енцо Черузіко — Гвальтьєро

## Пісні
У фільмі звучать декілька відомих на той час пісень Джанні Моранді.
- Джанні Моранді: «Що мені робити з латиницею»; (італ. Che me ne faccio del latino, текст Лучано Беретта та Марчелло Маркезі; музика Маріо Бертолацці)
- Джанні Моранді: «Нехай ваша мати пошле вас по молоко»; (італ. Fatti mandare dalla mamma a prendere il latte, текст Франко Мільячі; музика Луїса Бакалова)
- Джанні Моранді: «Морячок»; (італ. O marenariello, текст Дженнаро Оттавіано; музика Сальваторе Гамбарделла; музичні видання Bideri)
- Джанні Моранді: «О моє сонце»; (італ. O sole mio, текст Джованні Капурро; музика Едуардо Ді Капуа; музичні видання Bideri)
- Джанні Моранді: «Якби ти міг піти зі мною лише в неділю»; (італ. Se puoi uscire una domenica sola con me, текст Джанкарло Гуардабассі; музика Бруно Замбріні)
- Ніно Таранто: «'O coscritto' nammurato»; (італ. 'O coscritto' nammurato, текст Джіджі Пізано; музика Джузеппе Чоффі; музичні видання La Canzonetta)
- Гурт Метеори: «Разом з тобою»; (італ. Insieme a voi, текст Карло Россі; музика Гвідо Подеста; Метеори виконують пісню під маскуванням)
- Джанні Моранді: «Я не гідний тебе»; (італ. Non son degno di te, текст Франко Мільячі; музика Бруно Замбріні)
- Джанні Моранді: «Я зачинив вікна»; (італ. Ho chiuso le finestre, текст Франко Мільячі; музика Луїса Бакалова)
- Джанні Моранді: «На колінах перед тобою»; (італ. In ginocchio da te, текст Франко Мільячі; музика Бруно Замбріні)